# Võrtsjärv
Võrtsjärv (Tysk Wirzsee) er efter Peipus den næststørste sø i  Baltikum, og den største inde i selve Estland.
Võrtsjärv ligger i den sydlige del af Estland i amterne Tartumaa, Valgamaa og Viljandimaa.